# بلوتشمانيا
البلوتشمانيا (بالإنجليزية: Blochmannia) هو أحد أجناس البكتيريا التابع عائلة الأمعائيات ضمن شعبة المتقلبات.  بكتيريا هذا الجنس معايشة جوانياً مع النمل الحفار.